# 미전역
미전역(Mijeon station, 美田驛)은 경상남도 밀양시 삼랑진읍에 있는 경부선과 미전선의 철도역이다. 경부선, 미전선이 분기하는 역이자 신호소로 이용되며, 여객열차는 정차하지 않는다. 선로 분기지점 인근에 있는 3층 높이 소규모 건물이 역사이며, 역명판은 붙어 있지 않다. 대천마을에서 버스를 하차하여 옛 경부선 노선을 따라 약 800m 정도 걸으면 미전신호소를 만날 수 있다.

## 역명 유래
원래 이 일대의 농토가 비전박토(菲田薄土)로서 농사짓기가 어렵고 동민들의 생활이 곤란했으므로 비전(菲田)을 아름다운 밭으로 가꾸자는 뜻에서 미전(美田)이라 이름을 붙인데서 유래하였다.

## 사고
1994년 8월 11일 오후 3시 10분경 부산발 대구행 제 202 무궁화호와 대구발 마산행 217 무궁화호 열차가 정면 충돌, 기관사와 승객 네 명이 사망하고 140여 명이 중경상을 입은 사고(미전신호소 열차 충돌)가 발생하였다.

## 역사
- 1944년 6월 1일: 신호장으로 영업 개시[1]
- 1985년 6월 1일: 삼랑진역으로 통합
- 2003년: 현 위치로 이전

## 사진

미전역 원경